# Ar-Rahman-Legion

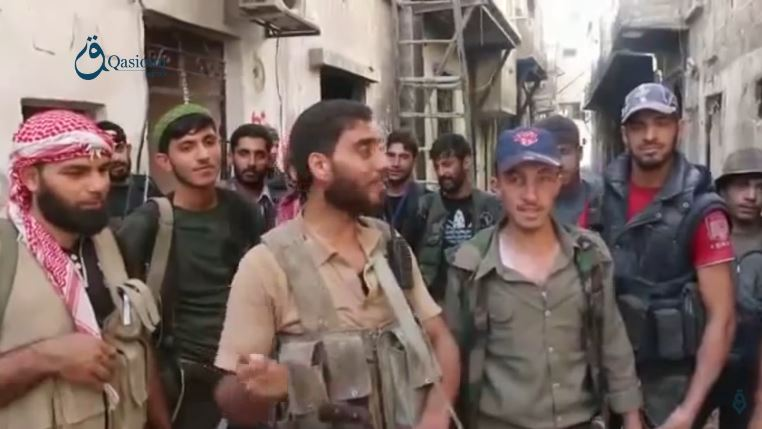
Kämpfer der ar-Rahman-Legion in Dschubar, 2015

Die ar-Rahman-Legion (arabisch فيلق الرحمن, DMG Faylaq ar-Raḥmān; englisch auch Legion of Rahman und Rahman Legion) ist eine radikal-islamistische bewaffnete Miliz, die im Syrienkrieg aktiv ist. Sie wurde 2013 gegründet, nachdem ihre Kerngruppe, die al-Bara-Brigade, wuchs und andere Gruppen sich mit ihr vereinigten. Bis zur Kapitulation der Gruppe infolge der Operation Damascus Steel der syrischen Armee war sie insbesondere in der östlichen Ghuta präsent. Die Gruppe soll mit der Ideologie der Muslimbruderschaft verbunden sein. Sie verbündete sich zeitweise mit der Terrororganisation Haiʾat Tahrir asch-Scham gegen die von Saudi-Arabien unterstützte Islamistenmiliz Dschaisch al-Islam. Bei Machtkämpfen der Miliz mit der Dschaisch al-Islam östlich von Damaskus wurde am 2. Mai 2017 Abu Najib, ein Anführer der Gruppe, getötet. Ein Kommandeur der Miliz, Abu ‘Ali Dhiya Al-Shaghouri, wurde am 9. März 2018 bei den Kämpfen mit Truppen der syrischen Armee in Ostghuta getötet. Am 22. März willigte die Gruppe in Ostghuta in ein unbegrenztes Waffenstillstandsabkommen ein, das am Tag darauf in Kraft trat. Anschließend wurde die Kapitulation und der Abzug der Islamistenmiliz aus dem Gebiet ausgehandelt.